# Ardisia racemosopaniculata
Ardisia racemosopaniculata är en viveväxtart som beskrevs av Carl Christian Mez. Ardisia racemosopaniculata ingår i släktet Ardisia och familjen viveväxter. Inga underarter finns listade i Catalogue of Life.